# Operațiunea Kiev (1920)
Operațiunea/Ofensiva Kiev din 1920 este considerată a fi scânteia care a aprins conflictul cunoscut cu numele de războiul polono-sovietic. A fost o încercare a nou apărutului stat polonez condus de Józef Piłsudski de ocupare a Ucrainei răsăritene și centrale, țară sfâșiată atât de conflictele dintre facțiunile interne, cât și de intervenția străină (Rusia Bolșevică).
Obiectivul declarat al operațiunii a fost crearea unei Ucraine independente, stat satelit al Poloniei, deși cea mai mare parte a populației ucrainene era ambivalentă, de vreme ce mulți vedeau înaintarea poloneză ca pe o nouă ocupație și Ucraina se subordona politic Poloniei, în vreme ce alții salutau forțele aliate polono-ucrainene ca pe eliberatori. Ucrainenii divizați au luptat de ambele părți în acest conflict.
Campania a fost purtată de armata poloneză aliată cu forțele Republicii Populare Ucrainene sub conducerea naționalistului Simon Petliura, din aprilie până în iunie 1920, împotriva bolșevicilor, care doreau să ocupe teritorii pentru formarea RSS Ucrainene. Armata Roșie avea în rândurile ei numeroși ucraineni. Campania, inițial un succes al polonezilor, care au reușit să ocupe Kievul pe 7 mai 1920, a sfârșit printr-un eșec. Ambivalența atitudinii populației ucrainene  i-a împiedicat pe Piłsudski și Petliura să câștige sprijinul la care se așteptaseră, iar forțele poloneze și naționaliștii ucraineni au fost forțați să se retragă datorită presiunii exercitate de contraofensiva Armatei Roșii.

## Preparativele de luptă

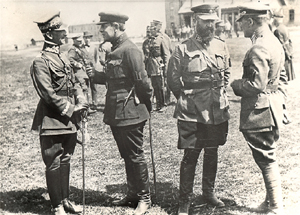
Generalul polonez Listowski (stânga) și liderul ucrainean exilat Simon Petliura (primul din stâga)

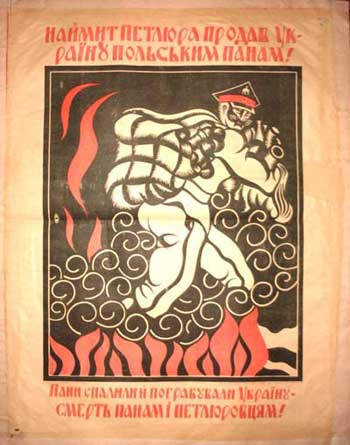
Afiș propagandistic sovietic prezentând aliața polono-ucraineană. Textul în ucraineană este: „Coruptul Petliura a vândut Ucraina moșierilor polonezi. Moșierii ard și jefuiesc Ucraina. Moarte moșierilor petliuriști!”

Republica Populară Ucraineană, aflată sub atacul diferitelor forțe de la începutul anului 1919, avea întreg teritoriul național sub controlul altor puteri: Albii lui Denikin, armatele bolșevice, armatele partizanilor (care încercau să ocupe un teritoriul cât mai întins, ca și numeroase bande înarmate lipsite de orice orientare politică, plus Polonia. Forțele liderului naționalist exilat Simon Petliura, care reprezenta în mod formal Republica Populară Ucraineană, controla numai o mică fâșie de teren lângă granița poloneză. În asemenea condiții, Piłsudski nu a avut nicio greutate în a-l convinge pe Petliura să se alieze cu Polonia, în ciuda numeroaselor conflicte teritoriale dintre cel două națiuni. Pe 21 aprilie, cei doi lideri a semnat Tratatul de la Varșovia. În schimbul acceptătii graniței comune pe râul Zbruch, recunoscând astfel ultimele achiziții teritoriale ale polonezilor, obținute în urma victoriei din războiul polono-ucrainean, (prin care se zdrobise inițiativa creării unei republici vest-ucrainene în Volînia și Galiția, zone populate majoritar de ucraineni, dar cu o foarte importantă minoritate poloneză), Petliura a primit promisiunea unui ajutor militar pentru recucerirea teritoriilor ocupate de bolșevici, inclusiv al Kievului, unde și-ar fi asumat din nou conducerea Republicii Populare Ucrainene. Ca urmare a restaurării formale a independenței Ucrainei, republica ucraineană urma să-și subordoneze armata și economia Varșoviei  Prin intrarea în federația est și central europeană "Międzymorze" condusă de polonezi, Piłsudski dorea ca Ucraina să fie o zonă tampon între Polonia și Rusia, iar nu un teritoriu dominat de ruși la nou createle granițe poloneze. Prevederi separate din tratat garantau drepturile minorităților poloneze și ucrainene din cele două state, care se obligau reciproc să nu semneze înțelegeri internaționale care să le aducă una împotriva celeilalte.
Tratatul a fost urmat de semanrea de către Petliura și Piłsudski pe 24 aprilie a unei aliațe oficiale. În aceeași zi, Polonia și RPU au declanșat Operațiunea Kiev, care avea ca scop securizarea teritoriului pentru guvernul lui Petliura și crearea unei zone tampon între Polonia și Rusia. 65.000 de soldați polonezi și 15.000 de soldați ucraineni au luat parte la expediția inițială, al cărei obiectiv militar principal era depășirea prin flanc a forțelor bolșevice și distrugera lor dintr-o singură lovitură. După cucerirea unei victorii în sud, Marele Stat Major polonez a planificat o retragere rapidă a Armatei a III-a și întărirea frontului de nord, unde Piłsudski aștepta să se dea principala bătălie cu Armata Roșie. Frontul de sud era apărat de forțele ucrainene aliate cu polonezii. Pe 7 mai, forțele polono-ucrainene au intrat în Kiev.

## Campania militară

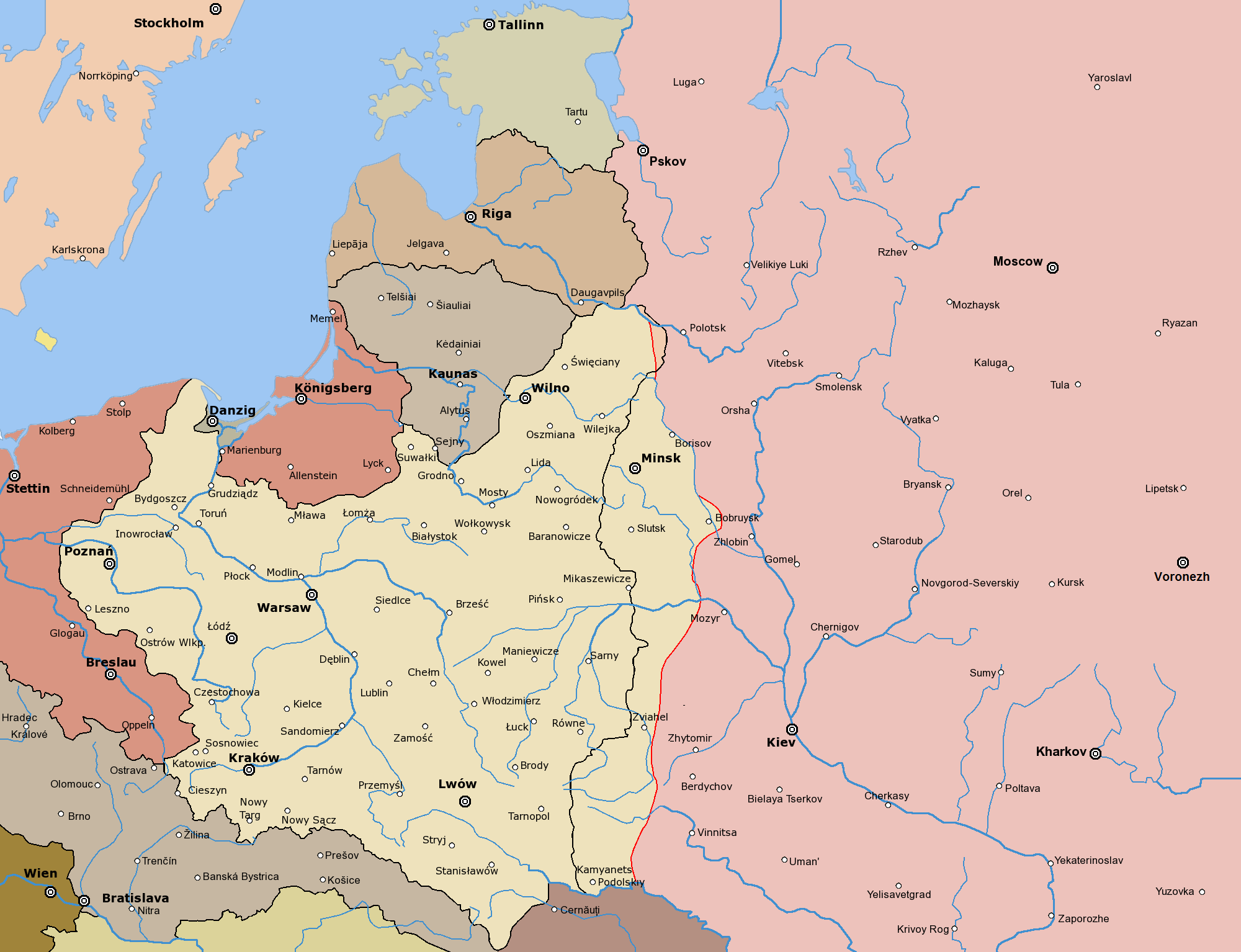
Europa Centrală și Răsăriteană în decembrie 1919, înainte de atacul polonez.

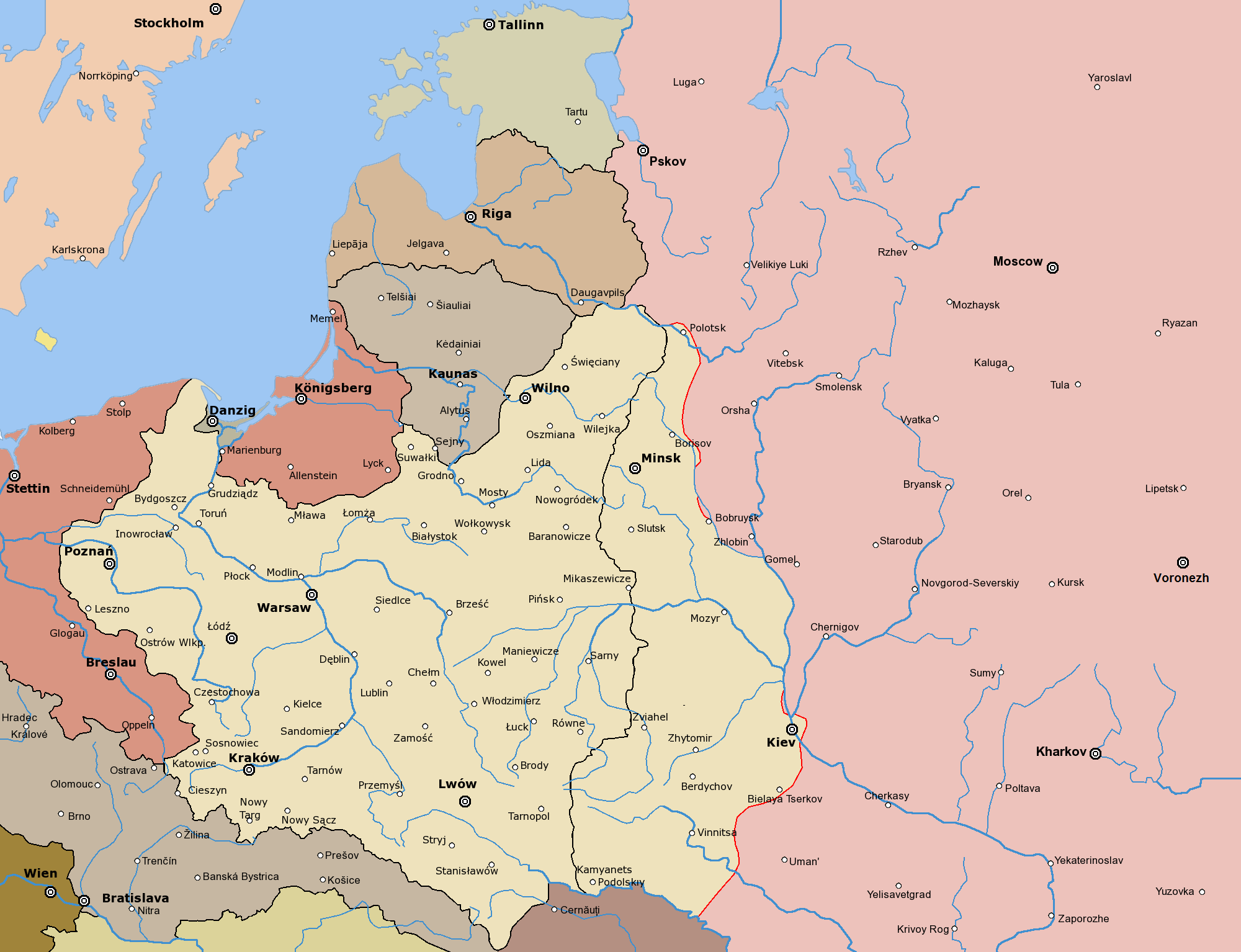
Operațiunea Kiev în punctul de maximă dezvoltare, iunie 1920.

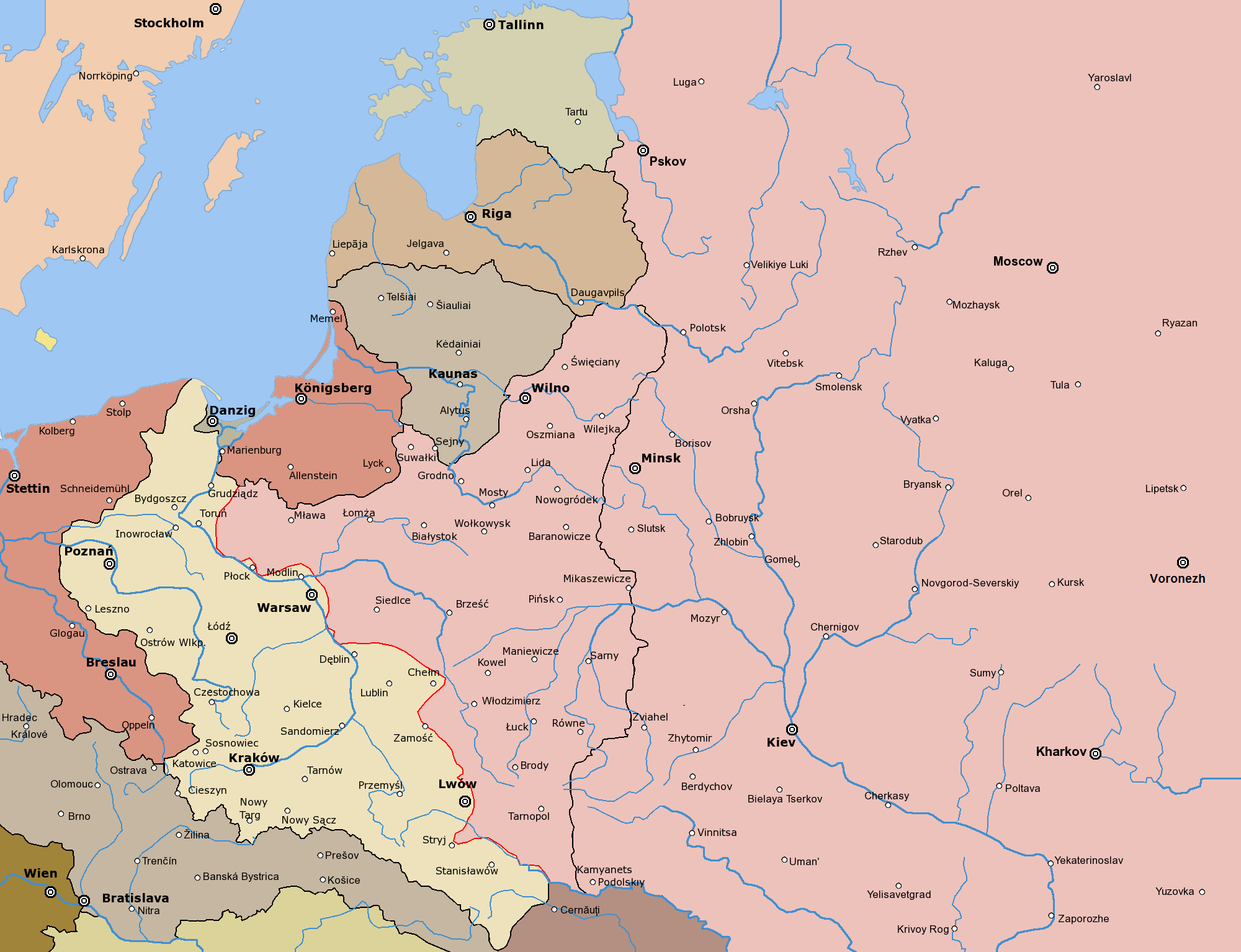
Succesul ofensivei sovietice, începutul lunii august 1920

### Înaintarea polono-ucraineană
Forțele lui Pilsudski erau împărțite în trei armate. De la nord la sud, acestea erau Armatele a III-a, a II-a și a VI-a, cu forțele ucrainene încadrată în Armata a VI-a poloneză. Lor trebuia să le facă față Armatele a XII-a și a XIV-a de sub comanda lui Alexandr Egorov. Pilsudski a atacat pe 25 aprilie și a cucerit Jitomirul a doua zi. În aproape o săptămână, Armata sovietică a XII-a a fost distrusă în cea mai mare parte. În sud, Armata a VI-a poloneză și forțele ucrainenilor au împins Armata a XIV-a sovietică afară din Ucraina centrală și au cucerit Vinniția. Forțele combinate polono-ucrainene au cucerit Kievul pe 7 mai, trebuind să înfrângă doar o rezistență slabă. Pe 9 mai, trupele poloneze au sărbătorit cucerirea Kievului prin organizarea unei parade a victoriei pe principala stradă a orașului. Locuitorii capitalei au privit cu o totală lipsă de entuziasm această demonstrație de forță, de vreme ce nu ucrainenii lui Petliura mărșăluiau victorioși, ci polonezii lui Piłsudski, pe care populația îi considera doar altă armată de ocupație. După încheierea paradei, forțele poloneze s-au retras totuși din oraș, iar controlul capitalei a fost preluat de divizia a VI-a ucraineană, aflată la ordinele guvernului lui Petliura..
Succesul campaniei politice aliate polono-ucrainene depindea de crearea unei armate ucrainene puternice, capabilă să învingă forțele sovietice, care acționau în Ucraina. După succesul inițial, campania s-a încheiat cu un eșec. Populația locală era sleită de ostilități după câțiva ani de război, iar efectivele armatei ucrainene nu au depășit niciodată două divizii, în principal datorită atitudinii ambivalente a ucrainenilor față de alianță. Petliura nu a fost capabil să recruteze mai mult de 20.000 de soldați, un număr absolut insufiecient pentru a face față forțelor sovietice.
Armata bolșevică a reușit, în ciuda înfrângerilor de început, să evite distrugerea totală. Ofensiva poloneză s-a încheiat la Kiev, și doar un mic cap de pod a fost stabilit pe bancul estic al râului Nipru.

### Contraatacul sovietic
Înaintarea polono-ucraineană a trebuit să facă în scurtă vreme contraatacul Armatei Roșii. Pe 24 mai 1920, forțele polono-ucrainene au fost atacate pentru prima oară de faimoasa Armată I de cavalerie condusă de Semion Budionnîi. După numai două zile, cavaleria sovietică, sprijinită de două mari unități componente a Armatei a XII-a rusă, au atacat forțele poloneze din jurul Kievului. După o săptămână de lupte grele în sudul orașului, asaltul rus a fost respins, iar liniile apărării au fost refăcute. Pe 3 iunie 1920, a fost declanșat un nou atac sovietic în nordul orașului.
Între timp, spionajul polonez era la curent cu pregătirile de contraofensivă ale rușilor, iar comandantul suprem polonez, Józef Piłsudski, a ordonat comandantului polonez al frontului ucrainean, generalul Antoni Listowski, să se pregătească pentru o retragere strategică. Din punctul de vedere al Marelui Stat Major de la Varșovia, era clar că nou creata armată poloneză era prea slabă ca să ducă atât ofensiva din sud, cât și să facă față ofensivei pregătită de bolșevici în Belarus. Comandantul Armatei a III-a poloneze din apropierea Kievului, generalul Edward Rydz-Śmigły, căuta să găsească o metodă să respingă viitoarea ofensivă rusă, mai degrabă decât să se retragă, și a propus Marelui Stat Major retragerea tuturor trupelor la Kiev și apărarea până la sosirea ajutoarelor. Planul lui a fost respins de Piłsudski, care era conștient de faptul că nu putea fi pregătită nicio unitate pentru sprijinirea apărătorilor Kievului în perioada imediat următoare. Comandantul suprem polonez și-a repetat ordinul de retragere a Armatelor a III-a și a VI-a poloneze din zona orașului Kiev.
Generalul Rydz a organizat o serie de contraatacuri tactice pentru acoperirea retragerii de amploare a polonezilor. Atacurile repetate ale cavaleriei căzăcești de sub comanda lui Budionnîi a însoțit retragera generală a polonezilor pe întreg frontul. Pe 13 iunie, Kievul a fost ocupat de bolșevici.
Mai înainte de terminarea retragerii, armata poloneză a distrus ambele poduri de peste Nipru din Kiev. Propaganda sovietică a pretins că trupele poloneze în retragere au distrus cea mai mare parte a infrastructurii capitalei ucrainene, inclusiv stații de cale ferată și obiective de importanță crucială pentru buna funcționare a orașului, (uzina electrică, canalizarea, rețeaua de apă potabilă, etc.)  Polonezii au respins acuzațiile conform cărora ar fi comis asemenea acte de vandalism, afirmând că singurul act de distrugere deliberată a fost aruncarea în aer a podurilor peste Nipru, și aceasta strict din rațiuni militare. Într-o carte relativ recentă a istoricului rus Mihail Meltiuhov, s-a reafirmat faptul că polonezii ar fi comis acte de vandalism în Kiev. Nu există nicio confirmare a acestor fapte în sursele aflate la dispoziția cercetătorilor din zilele noastre, care să confirme distrugerile din Kiev.

Înaintarea sovietică în Ucraina a fost caracterizată de masacre ale civililor și incendierea unor întregi sate, în principal de către cazaci, acțiuni care urmăreau sperierea populației ucrainene. În spatele liniilor poloneze, forțele mobile sovietice au distrus căi ferate, au spânzurat persoane bănuite că-i ajută pe polonezi și petliurișiti și au tăiat liniile telegrafice. Până la sfârșitul acțiunii de „pacificare” a Ucrainei, care a durat din 1920 până în 1922, sovieticii au făcut cam 10.000 de victime dintre civilii ucraineni. în același timp, Isaac Babel, corespondent de război acreditat pe lângă Armata Roșie, a descris în jurnalul său atrocitățile comise de polonezi și aliații lor în timpul retragerilor, în special împotriva populației evreiești, care suferit de pe urma numeroaselor pogromuri făptuite de polonezii în retragere.
Datorită faptului că retragerea a fost începută mult prea târziu, forțele lui Rydz s-au trezit într-o situație foarte dificilă. Grupurile comandate de Golikov și Iakir, dar și Armata I de cavalerie, au reușit să cucerească câte puncte de o mare importanță strategică din spatele liniilor poloneze, existând riscul ca aceștia din urmă să fie încercuiți. Până la urmă, datorită lipsei unor acțiuni de recunoaștere corespunzătoare, a comandanților slabi, dar și a conflictelor din conducerea armatelor sovietice, unitățile polono-ucrainene au reușit să se retragă cu efectivele aproape întregi. Acest rezultat al operațiunii a fost la fel de surprinzător pentru ambele părți angrenate în conflict. Deși polonezii au reușit să se retragă pe pozițiile inițiale, ei au rămas blocați în Ucraina și nu au mai avut suficientă putere să ajute frontul polonez din nord, care trebuia să facă față în curând ofensivei sovietice. Pe de altă parte, ofensiva sovietică nu și-a atins obiectivele, iar forțele bolșevice au fost obligate la rândul lor să rămână în Ucraina și să ducă lupte grele în zona orașului Lwów.
Ca urmare a înfrângerii din Ucraina, guvernul polonez al premierului Leopold Skulski și-a dat demisia pe 9 iunie, iar criza politică de la Varșovia a durat toată luna. Propaganda bolșevică (și mai apoi cea sovietică), a folosit Operațiunea Kiev pentru a-i portretiza pe polonezi ca „agresori imperialiști”.